# Stari Grad Žumberački
 Stari Grad Žumberački  falu Horvátországban Zágráb megyében. Közigazgatásilag Zsumberk községhez tartozik.

## Fekvése
Zágrábtól 44 km-re nyugatra, községközpontjától Kostanjevactól 8 km-re északnyugatra a Zsumberki-hegység déli lejtőin fekszik. Településrészei: Talani, Blaževo Brdo, Draga, Potoki és Vodice.

## Története
A falu feletti vár a 12. század végén, vagy a 13. század elején épült, első említése 1249-ben történt. A vár a középkori hegyi várak közé tartozott, a falakon kívül a vár előterében állt a Szent Kereszt kápolna, melynek alapfalait mára feltárták és részben visszafalazták. A 14. században a Babonicsok birtoka lett, majd a karantán hercegek tulajdona volt és maradt a török időkig amikor elpusztult.
1830-ban a falu 4 házában 64 lakos élt. 1857-ben 75-en lakták. 1910-ben 124 lakosa volt. Trianon előtt Zágráb vármegye Jaskai járásához tartozott. A falunak 2011-ben már csak 2 lakosa volt. Lakói mezőgazdasággal, állattenyésztéssel, szőlőtermesztéssel foglalkoznak. A sošicei görögkatolikus plébániához tartoznak.

## Lakosság
| Lakosság változása | Lakosság változása | Lakosság változása | Lakosság változása | Lakosság változása | Lakosság változása | Lakosság változása | Lakosság változása | Lakosság változása | Lakosság változása | Lakosság változása | Lakosság változása | Lakosság változása | Lakosság változása | Lakosság változása | Lakosság változása |
| ------------------ | ------------------ | ------------------ | ------------------ | ------------------ | ------------------ | ------------------ | ------------------ | ------------------ | ------------------ | ------------------ | ------------------ | ------------------ | ------------------ | ------------------ | ------------------ |
| 1857               | 1869               | 1880               | 1890               | 1900               | 1910               | 1921               | 1931               | 1948               | 1953               | 1961               | 1971               | 1981               | 1991               | 2001               | 2011               |
| 75                 | 112                | 135                | 140                | 135                | 124                | 114                | 105                | 113                | 127                | 82                 | 52                 | 23                 | 5                  | 3                  | 2                  |

## Nevezetességei
A falu határában állnak Zsumberk (Sichelberg, Stari  grad) várának maradványai. A vár a 12. század végén, vagy a 13. század elején épült, első említése 1249-ben történt. A romok mintegy 60 méter hosszú és 18 méter széles várra utalnak. A török időkben pusztult el, de romjait feltárták és az előterében állt Szent Kereszt kápolna falait részben, emelet magasságig visszaépítették

## Külső hivatkozások
- Žumberak község hivatalos oldala
- A Zsumberki közösség honlapja
- A zsumberk-szamobori természetvédelmi park honlapja
- Várromok a Szamobori és a Zsumberki-hegységben. Archiválva 2016. március 6-i dátummal a Wayback Machine-ben
- Zorislav Horvat:Kápolnák a kontinentális Horvátország, XIII. - XV. századi váraiban